# Gobernación de Babilonia
Babilonia (en árabe, بابل) es una de las dieciocho gobernaciones que conforman la república de Irak. Su capital es Hilla. Ubicada al centro del país, limita al norte con Bagdad y Diala, Wasit, al sur con Mutana y Nayaf, y al oeste con Kerbala y Ambar. Con 5603 km² es la tercera gobernación menos extensa —por delante de Kerbala y Bagdad, la menos extensa— y con 325 hab/km², la segunda más densamente poblada, por detrás de Bagdad.
Las ruinas de Babilonia (Babil, nombre del que procede el de la provincia) se encuentran en esta provincia.
- Datos: Q59202
- Multimedia: Babylon Governorate / Q59202